# José Pablo Martínez del Río
José Pablo Martínez del Río (1809-1882), fue un acaudalado médico obstetra nativo de Panamá. Nacido en el seno de una familia muy adinerada, estudió literatura en el Reino Unido y medicina en París donde se recibió de doctor en 1834. 
Viajó a México donde a partir de 1836 Martínez comenzó a prestar servicios en la Academia de Medicina y a partir de 1838 se desempeñó como profesor de obstetricia. Entre 1839 y 1844 permanece en París. A su regreso a México, y a partir de 1848 hasta 1851 es profesor de Obstetricia. 
En 1864, lidera el grupo que ofrece al emperador Maximiliano I el trono de México. Simultáneamente mientras Martínez, viaja a Turquía y Grecia por encargo de Maximiliano I, en México triunfan las huestes de Benito Juárez. Cuando Maximiliano I es derrotado en 1867, Martínez del Río pierde todas sus propiedades, y se exilia en Italia. Desde el exterior solicitó varias veces a Juárez lo indulte, pero recién en 1870 al promulgarse la amnistía general logra regresar. Gracias a la gestión de diplomáticos norteamericanos logra recuperar algunas propiedades. 
En 1881 fue llevado al estado de Chihuahua para que fuera designado Jefe Político de Paso del Norte.
A su retorno a México, vuelve a ejercer la medicina, siendo designado vicepresidente de la Academia Nacional de Medicina. 

## Hacienda de la hormiga
La Hacienda de la Hormiga fue un rancho ubicado dentro del área que más tarde sería la Residencia Presidencial de Los Pinos (México) y constaba aproximadamente de 14,5 ha La compró José Pablo, pero a causa de los conflictos que tuvo con el Estado desde la época del Maximato. Benito Juárez confiscó el terreno de La Hormiga, además se negó a devolverle la hacienda de Encinillas en Chihuahua.
En varias ocasiones el gobierno expropió el inmueble e implementó modificaciones sin el consentimiento de sus propietarios en turno, sacando el mejor provecho del terreno y de las cosechas.